# Serra Nova Dourada
Serra Nova Dourada est une municipalité brésilienne située dans l'État du Mato Grosso.